# Петер Хидин
Петер Хидин (на немски: Peter Hidien, фамилията се изговаря по-близко до Хидийн), известен и с прякорите си Черен Петър и Чита, е бивш германски футболист, роден на 14 ноември 1953 г.
Започва професионалната си кариера през 1972 в Хамбургер, където играе и като юноша. Има 214 мача и 9 гола в Първа Бундеслига, 39 мача и 2 гола в Евротурнирите и 25 мача и 4 гола за Купата на Германия. След края на професионалната си кариера играе за аматьорските ШФ Хумелсбютел и ФфЛ Пинеберг. След това работи като старши треньор в различни аматьорски отбори.

## Успехи
- 1 х Носител на КНК: 1977
- 1 х Финалист за КЕШ: 1980
- 1 х Финалист за Купата на УЕФА: 1982
- 2 х шампион на Германия: 1979 и 1982
- 3 х Вицешампион на Германия: 1976, 1980 и 1981
- 1 х Носител на Купата на Германия: 1976
- 1 х Финалист за Купата на Германия: 1974